# Садурано (Форли-Чезена)
Садурано (итал. Sadurano) је насеље у Италији у округу Форли-Чезена, региону Емилија-Ромања.
Према процени из 2011. у насељу је живело 16 становника. Насеље се налази на надморској висини од 252 м.